# روبرت ستيفنز
روبرت ستيفنز (1777 - ) (بالإنجليزية: Robert Stevens)‏ هو لاعب كريكت بريطاني.